# Queralt Solé i Barjau
Queralt Solé i Barjau (Barcelona, Barcelonès, 1976) és una historiadora i professora universitària catalana.
Doctora en Història Contemporània, per la Universitat de Barcelona el 2008, amb la tesi titulada: “Les fosses comunes a Catalunya 1936-1939”, exerceix com a professora d'aquesta matèria en aquesta mateixa Universitat. Especialista en violència durant la Guerra Civil espanyola i el franquisme, especialment en temes relacionats amb la repressió i exili, i la memòria, és la màxima experta a Catalunya sobre les fosses comunes i els desapareguts de la Guerra Civil. Per aquest motiu, fou responsable de la unitat de fosses comunes del memorial Democràtic de Catalunya, i també fou una de les 7 persones de tot l'Estat que formà part de la Comissió d'Experts que va crear el jutge Baltasar Garzón per assessorar-lo en aquestes qüestions.
Solé ha intervingut en diversos actes sobre la memòria històrica, ente els quals el que va tenir lloc el 2008, coorganitzat pel Museu d'Història de Catalunya i la revista Sàpiens, on impartí la conferència De les fosses comunes de Catalunya al Valle de los Caídos.
És autora d'articles científics i diversos llibres, entre els quals Catalunya 1939: l'última derrota (2006), l'escrit amb Oriol Dueñas, El jutge dels cementiris clandestins. Josep Maria Bertran de Quintana, 1884-1960, publicat l'any 2012, o Els morts clandestins. Les fosses comunes de la Guerra Civil a Catalunya 1936-1939 (2008), on l'autora explica l'origen les fosses comunes per tota la geografia catalana, documenta com a milers de persones han quedat fins avui com a subjectes clandestins de la història, sense que mai no hagin tingut un lloc on poder ser honorats ni mai hagin gaudit d'una sepultura digna, i descriu com és el trasllat, entre els anys 1959 i 1964, de les despulles de milers de soldats, combatents de l'exèrcit franquista i també del republicà, a l'anomenat Valle de los Caídos, a Cuelgamuros, a Madrid, el lloc on el general Franco va construir una tomba faraònica.
Ha intervingut en campanyes d'excavació, com la del Cinglo Alt, al municipi de Gavet de la Conca, al Pallars Jussà, amb un equip interdisciplinari de la UB, dins de la campanya del Projecte de Recerca atorgat pel Departament de Cultura de la Generalitat de Catalunya “El Cinglo Alt: Arqueologia de la Guerra Civil al front del Pallars”, del qual n'ha estat la directora, un projecte que compta amb el suport de la Diputació de Lleida i de l'Ajuntament de Gavet de la Conca.
Ha estat comissària de diverses exposicions, com “Fosas comunes: un pasado no olvidado”, conjuntament amb Assumpció Malgosa, que va tenir lloc al Memorial Democràtic de Catalunya l'abril de 2010, o "On són? 85 anys d'exhumacions de fosses comunes de la Guerra Civil a Catalunya" al Palau Robert, el desembre del 2012.

## Publicacions[7][1]
- La dictadura de pedra: el Valle de los Caídos, entre un passat negre i un futur incert, amb Sílvia Marimon (2019)
- Una memòria compartida: els llocs de memòria dels catalans del nord i del sud, codirigida amb Enric Pujol Casademont (2015)
- Antoni Benaiges, el maestro que prometió el mar: (desenterrando el silencio), com a dir. (2013)
- Fons Josep Maria Trias Peitx (1900-1979), amb Gemma Caballer Albareda (2013)
- Fosses comunes i simbologia franquista, com a editora, conjuntament amb A. Mayayo i A. Segura (2009)
- Els morts clandestins Les fosses comunes de la Guerra Civil a Catalunya (1936-1939) (2008)
- Catalunya 1939: l'última derrota (2006)
- A les presons de Franco (2004)
- 30 anys d'història d'europeisme català (1948-1978): el "contuberni" de Munic, amb Pilar de Pedro (1999)